# جائزة بريطانيا الكبرى للدراجات النارية 2019
جائزة بريطانيا الكبرى للدراجات النارية 2019 هو سباق دراجات نارية أقيم بتاريخ 25 أغسطس 2019 في حلبة سلفرستون، سيلفرستون، المملكة المتحدة. كان الجولة الثانية عشر من أصل 19 في سباق الجائزة الكبرى للدراجات النارية موسم 2019. فاز أليكس رينز بفئة الموتو جي بي بينما جاء مارك ماركيث في المركز الثاني وحصل على المركز الثالث مافريك فيناليس.